# A Bird's a Bird
Pour plus de détails, voir Fiche technique et Distribution.
A Bird's a Bird est une comédie burlesque américaine réalisée par Walter Wright, sortie en 1915.

## Fiche technique
Source : IMDb
- Titre : A Bird's a Bird
- Réalisation : Walter Wright
- Scénario : Edwin Frazee
- Production : The Keystone Film Company
- Producteur : Mack Sennett
- Pays d'origine :  États-Unis
- Langue : film muet avec les intertitres en anglais
- Format : court métrage en noir et blanc et muet — 35 mm — 1,33:1 — procédé cinématographique : sphérique
- Genre : comédie, film burlesque
- Durée : 10 minutes (283 m)
- Date de sortie :
  - États-Unis : 8 février 1915

## Distribution
Source : IMDb
- Chester Conklin
- Minta Durfee
- Harry Ward
- Alice Davenport
- William Hauber
- Grover Ligon
- Fred Hibbard